# Itzik Fefer

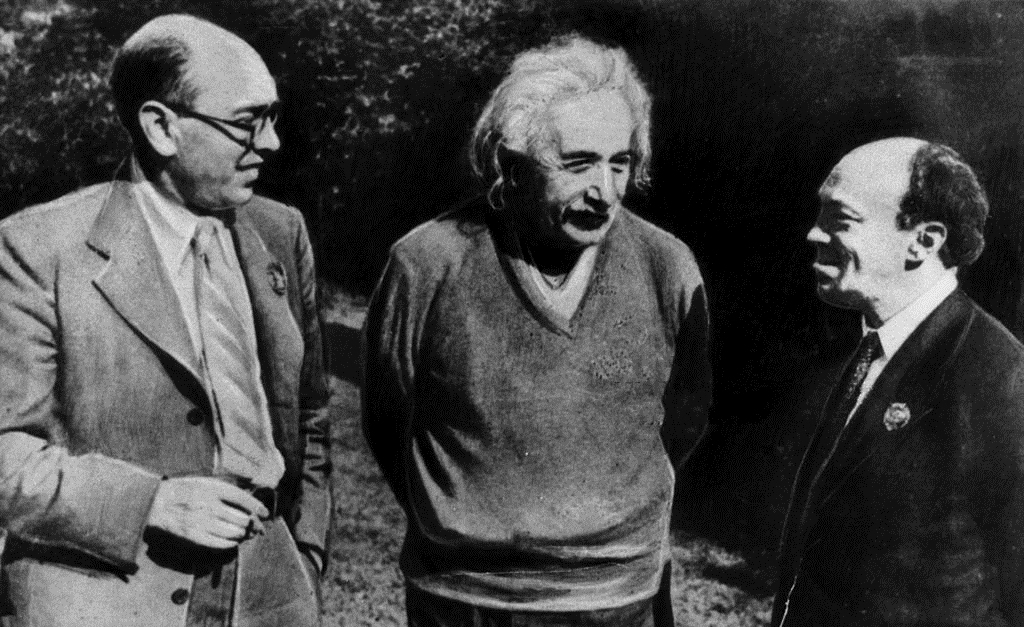
Itzik Fefer (links), Albert Einstein en Solomon Michoëls in de Verenigde Staten in 1943.

Itzik (Izaak) Solomonovitsj Fefer (Russisch: Ицик (Исаак) Соломонович Фе́фер, Jiddisch: איציק פֿעפֿער) (Sjpola (Oekraïne), 23 september 1900 - Moskou, 12 augustus 1952) was een Sovjet-Russisch Jiddisch dichter, bestuurslid van het Joods Anti-fascistisch Comité en enige tijd informant van het ministerie van Binnenlandse zaken. Hij werd slachtoffer van het regime onder Stalin.

## Jeugd
Fefer werd geboren in een ontwikkeld gezin in Sjpola, een stadje met toen tegen de 12.000 inwoners, waarvan rond 45% joods was. Zijn vader, een leraar, werd vermoord in 1941. Zijn schoonmoeder was een slachtoffer van Babi Yar. In 1919 werd hij lid van de Communistische Partij van Oekraïne en partijsecretaris van Sjpola. Hij ging als vrijwilliger bij het Rode Leger en vocht in de burgeroorlog. Tijdens de bezetting van Kiev door de Witten onder generaal Denikin was hij bij de communistische ondergrondse, waarvoor hij in de gevangenis belandde.

## Carrière
Na zijn vrijlating werd hij benoemd in het Centraal Comité van de Oekraïense communistische partij. Zijn artikelen, commentaren en gedichten verschenen in diverse kranten en tijdschriften. In 1927 hield hij de toespraak bij de inauguratie van de Joodse afdeling van de Proletarische schrijversbond van Oekraïne in Charkov en  in de jaren '30 was hij voorzitter van die afdeling. Geregeld stond hij op gespannen voet met andere Joodse schrijvers omdat die naar zijn mening de verworvenheden van de Sovjet-Unie onvoldoende prezen. Hij schreef enkele odes aan Stalin. Toen in 1937 enkele Joodse generaals op verdenking van samenzwering met de nazi's werden veroordeeld en geëxecuteerd, verdedigde hij hun veroordeling. Daarna kwam hijzelf in het vizier van de veiligheidsdienst; hij werd onderzocht maar niet gearresteerd. 
Fefer zette zich af tegen de bourgeois-Joodse cultuur en bijbehorende religieuze tradities. In zijn politiek gemotiveerde afkeer van het Joodse overtrof hij soms het antisemitisme van zijn niet-Joodse landgenoten.
In 1939 en 1940 legde hij bezoeken af aan de geannexeerde Poolse gebieden en maakte Sovjet-propaganda onder de Oost-Poolse joden. Hij werd toegevoegd aan de politieke leiding van het Rode Leger met de rang van kolonel. In 1940 ontving hij de Leninorde. Na het begin van de Tweede Wereldoorlog verhuisde hij naar Oefa bij de zuidelijke Oeral.

## Bij het JAC
Fefer werd secretaris en vice-voorzitter van het Joods Anti-fascistisch Comité. Nadat hij had vernomen van de massamoorden op joden in Oekraïne en misdaden tegen zijn familieleden wijzigde hij zijn houding tegenover het Jodendom. Ook de Sovjetregering verruimde in die tijd het religieuze beleid omdat dit de mensen zou motiveren in tijd van oorlog. Fefer's beroemde gedicht Ikh bin a yid is een bewijs van zijn omslag en is het meest Joods van al zijn werken. Op 27 december 1944 werd het voor het eerst gepubliceerd in de Joodse krant Eynikeyt. Zijn faam steeg in Joodse kringen toen hij met voorzitter Solomon Michoëls een reis naar het westen kon maken om fondsen te werven ter financiering van de oorlog tegen Duitsland. Het is niet zeker of hij toen al samenwerkte met staatveiligheidsorganen. Volgens Rubenstein ging hij mee om toezicht te houden op Michoëls en over hun activiteiten te rapporteren aan een Sovjet-handlanger.
In februari 1944 had hij samen met Michoëls en Epstein het Krim-memorandum ondertekend waar Lozovski en zijn bazen Molotov en Sjtsjerbakov aan hadden gewerkt. Het behelsde de wens om op de Krim een Joodse republiek te vestigen. Hij kon toen, 15 maanden voor de overwinning op Duitsland, niet voorzien dat onder andere deze kwestie een aantal leden van het JAC noodlottig zou worden. Hij moet op de hoogte zijn geweest van het besluit van 20 november 1948 om het JAC op te heffen want kort ervoor had hij Abakoemov en de NKVD geholpen grote hoeveelheid documenten in het appartement van Michoëls en het Joods Theater te verzamelen. Hij hielp de staatsorganen om de documenten te sorteren en in de kelders van de NKVD op te slaan.

## Arrestatie en veroordeling
Op 24 december 1948 werd Fefer gearresteerd, ondanks zijn loyale houding tegenover het regime. Hij bekende schuld aan de grotendeels verzonnen aanklachten, en beschuldigde de andere aangeklaagden. Op grond van zijn verklaringen zouden meer dan 100 mensen zijn gearresteerd. Hij zou vanaf ten minste 1943 informant van het Ministerie van Binnenlandse zaken zijn geweest. Daarvoor was hij al de meest aan het regime geconformeerde Joodse dichter. Regelmatig beschuldigde hij andere Jiddische schrijvers van Joods-nationalisme in hun werken en hielp hij mee om ideologische controle over hen uit te oefenen. Bij het begin van het proces in 1952 zou hem gezegd zijn dat als hij bleef meewerken, zijn leven zou worden gespaard. Onder invloed van de betogen en vastberaden verdediging van andere JAC-leden, met name Lozovski, Sjimeliovitsj en Stern begon Fefer terug te komen op zijn verklaringen. Op een gegeven moment gaf hij in een besloten zitting toe dat hij informant was geweest, en stelde hij dat hij zijn eerdere verklaringen en beschuldigingen aan de anderen zou herroepen.
Hij corrigeerde grote delen van zijn verklaringen of herriep deze. Mogelijk werd hij beïnvloed door de krachtige verdediging van diverse andere betrokkenen, of hij begon te zien dat de rechters toch geen onderscheid zouden maken tussen hem en de anderen. Daarmee was hij geen getuige meer voor de vervolging, maar desondanks werd over bijna alle aangeklaagden de doodstraf uitgesproken. De voltrekking vond plaats op 12 augustus 1952 in de Loebjankagevangenis in Moskou. Deze zaak is bekend geworden als de nacht van de vermoorde dichters.
In zijn slotwoord zei hij: "Mijn hele werkzame leven was ik verbonden met de Communistische Partij. Dertig jaar heb ik in mijn werken de Sovjetstaat geprezen en ik schreef meer over Rusland en Oekraïne dan over Joden. Ik verzoek dat het hof dit in overweging neemt en mij niet berooft van de mogelijkheid om de Sovjetnatie tot mijn laatste ademtocht te dienen." Hetzelfde hof rehabiliteerde hen op 22 november 1955, wat pas in december 1989 in de openbaarheid werd gebracht. Op de begraafplaats Nikolo-Archangelsk in Moskou werd een gedenkteken voor Fefer geplaatst.

## Paul Robeson
Tijdens hun reis om fondsen te werven voor de oorlog, ontmoette Fefer op 8 juli 1943 de Amerikaanse zanger en acteur Paul Robesonin New York. Na de bijeenkomst raakten Paul Robeson en zijn vrouw bevriend met Fefer en Michoëls.
Zes jaar later, in juni 1949, bezocht Robeson de Sovjet-Unie voor een optreden op de 150e geboortedag van Aleksandr Poesjkin. Volgens David Horowitz begon men zich in die tijd in de Verenigde Staten af te vragen wat er was gebeurd met Itzik Fefer en andere joden, over wie niets meer werd vernomen. Er waren geruchten dat bij nieuwe vervolgingen joden werden gedood en dat Fefer ook slachtoffer was. Daarom verzocht Robeson om een ontmoeting met zijn oude vriend; hem werd gezegd te wachten omdat deze op vakantie in de Krim was. Intussen werd Fefer uit de gevangenis gehaald, werd een aantal dagen goed verzorgd om aan te sterken en daarna naar een afgeluisterde kamer gebracht om Robeson te ontmoeten. Hij zou met gebaren duidelijk hebben gemaakt dat hij gevaar liep en dat Robeson, terug in Amerika, er bekendheid aan moest geven om de gearresteerden te redden. Robeson heeft de details van de ontmoeting echter geheim gehouden tot zijn dood. Hij wilde de reputatie van de door hem gerespecteerde Sovjet-Unie niet beschadigen. Zijn zoon had toestemming om na zijn dood de kwestie bekend te maken bij Jewish Currents, een links New Yorks tijdschrift.
Tijdens zijn optreden in de Tsjaikovskizaal op 14 juni 1949 - dat over het hele land werd uitgezonden - bracht Robeson een eerbetoon aan Fefer en de overleden Michoëls. Hij zong het partizanenlied Zog Nit Keynmol (Zeg nooit) in het Russisch en Jiddisch wat hem een lange ovatie opleverde. Er bestaan opnamen van het concert, maar het gesproken woord van Robeson ging verloren.

## Literair werk
Fefer was een productief dichter die vrijwel uitsluitend in het Jiddisch schreef. Veel van zijn gedichten werden vertaald in het Russisch en Oekraïens. Hij wordt beschouwd als een van de grootste Sovjet-dichters in het Jiddisch en zijn gedichten werden in brede kring bewonderd, zowel in als buiten Rusland.

### Di Shotns fun Varshever Geto
Zijn episch gedicht Di Shotns fun Varshever Geto (De schaduw van het Warschau-getto) uit 1945 is een eerbetoon aan de 750 joden die rebelleerden tegen de liquidatie van het getto door de nazi's en daarbij omkwamen.

### Gedichtenbundels
- Shpener (Splinters), 1922;
- Vegn zikh un azoyne vi ikh (Over mezelf en anderen als ik), 1924;
- A shteyn tsu a shteyn (Steen tot steen), 1925;
- Proste reyd (Gewone woorden), 1925;
- Bliendike mistn (Bloeiend vuilnis), 1926, een paradoxale titel over de herleving van een synagoge in de Sovjettijd;
- Gefunene funken (Gevonden vonken), 1928;
- Gevetn (Competitie), 1930;
- Plakatn af bronze (Posters in Brons), 1932;
- Kraft (Kracht), 1937;
- Roytarmeyish 1943;
- Afsnay (Opnieuw), 1948.